# Dengyuantai
Dengyuantai är en ort i Kina. Den ligger i provinsen Hunan, i den södra delen av landet, omkring 290 kilometer sydväst om provinshuvudstaden Changsha. Antalet invånare är 2 190.
Runt Dengyuantai är det ganska tätbefolkat, med 96 invånare per kvadratkilometer. Närmaste större samhälle är Xiyan, 10,5 km sydväst om Dengyuantai. Trakten runt Dengyuantai består till största delen av jordbruksmark.
Genomsnittlig årsnederbörd är 1 628 millimeter. Den regnigaste månaden är maj, med i genomsnitt 228 mm nederbörd, och den torraste är oktober, med 62 mm nederbörd.